# Bayerischer Lloyd

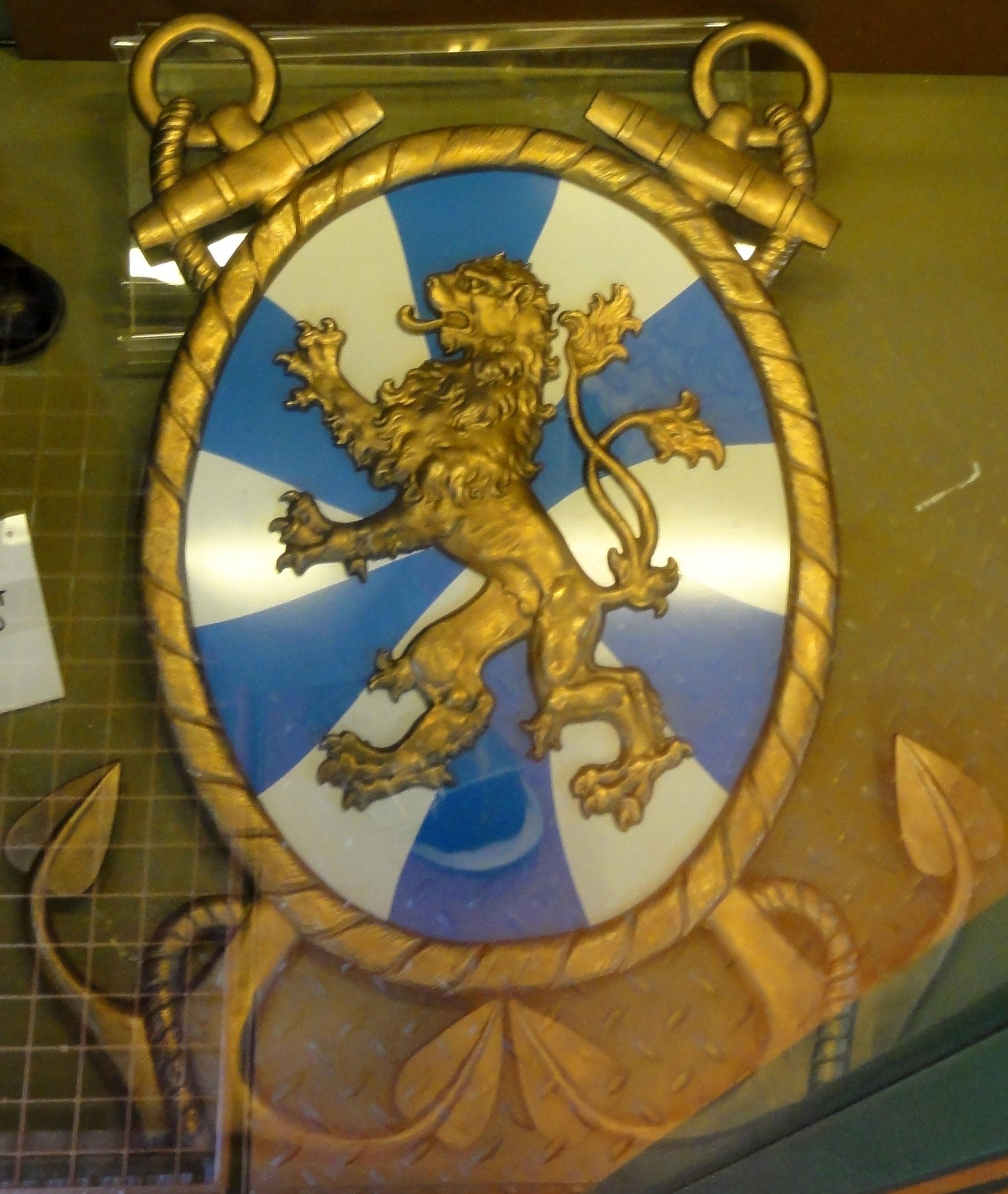
Reedereischild des Bayerischen Lloyd

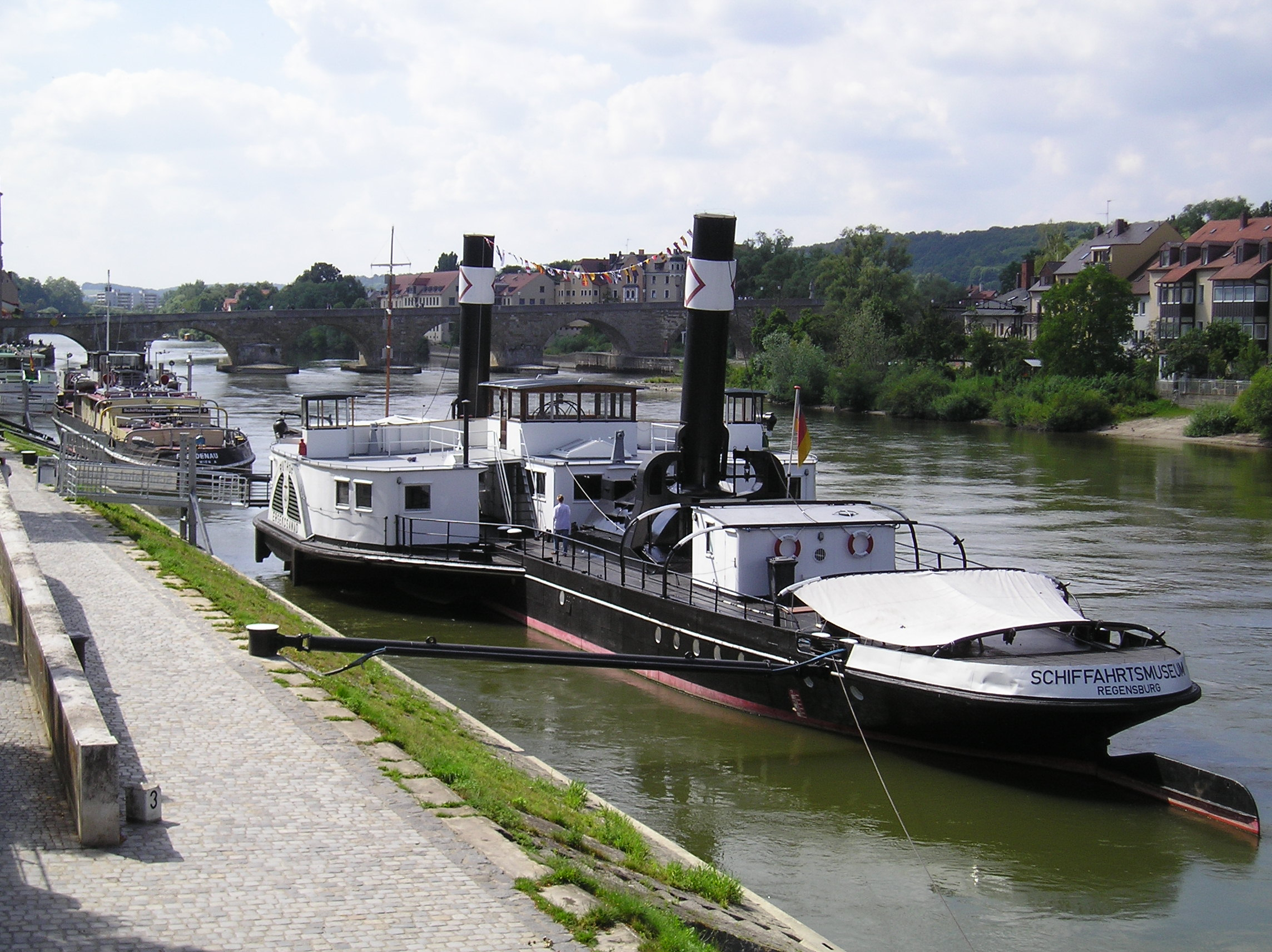
Der 1923 für den Bayerischen Lloyd gebaute Raddampfer Ruthof fuhr ab 1958 unter dem Namen Érsekcsanád für die ungarische MAHART und gehört heute dem Donau-Schiffahrts-Museum Regensburg

Die  Bayerischer Lloyd AG (Akronym: BL) ist ein 1913 gegründetes Binnenreederei- und Transportunternehmen.

## Geschichte
Nachdem die süddeutsche Donau-Schiffahrts-Gesellschaft 1911 in österreichischen Besitz übergegangen war, entsprach die Gründung des Bayerischen Lloyd dem Wunsch, wieder eine eigene nationale Schifffahrtsgesellschaft auf der Donau zu betreiben. Ab 1927 agierte sie in einer Betriebsgemeinschaft mit der Ersten Donau-Dampfschiffahrts-Gesellschaft. 1978 übernahm die Rhenus-WTAG die Aktienmehrheit; nennenswerte Anteile liegen noch beim Bund und beim Freistaat Bayern.
Das Hauptgeschäft der Reederei mit Tochtergesellschaften in Ungarn, Zypern, der Türkei und Ägypten sind die Transportschifffahrt auf der Donau und LKW-Verkehre. Des Weiteren betreibt der Bayerische Lloyd Lagereidienste und Wertstoffrecycling.
- 1913 – Gründung durch Reichsherold Herrn Dr. jur. Ludwig Carl Friedrich Ritter von Donle als staatlich bayerisches Schifffahrtsunternehmen
- 1914 – Erteilung der Schifffahrtskonzession auf der Donau durch König Ludwig III
- 1918 – Während des 1. Weltkriegs werden ca. 70 % der Flotte zerstört
- 1920 – Der „BAYERISCHER LLOYD“ erwirbt die Schifffahrtsrechte für die gesamte untere Donau. Der Wiederaufbau und Erweiterung der Schiffsflotte erfolgt nach dem aktuellsten technischen Stand in den Schiffswerften Ruthof, Übigau, Cäsar Wollheim und der eigenen Schiffswerft in Deggendorf.
- 1921 – Nach dem Wiederaufbau der Flotte folgte der Ausbau sämtlicher Landanlagen. Unter anderem wurden in Regensburg 2 Lagerhäuser, ein Bürogebäude, ein Wohngebäude für einzelne Werkswohnungen und in Passau ein Lagerhaus mit modernem Getreidesilo mit 4.000 to Fassungsvermögen gebaut. Ebenso erfolgte der Aufbau von logistischen Anlagen an strategischen Knotenpunkten in Österreich und Ungarn.
- 1930 – Der „BAYERISCHER LLOYD“ baut das erste Schubschiff auf der Donau und den deutschen Wasserstraßen überhaupt, welches auf den Namen „Uhu“ getauft wurde.
- 1945 – Während des 2. Weltkriegs werden 158 Schiffseinheiten zerstört. 98 Schiffe sind schwer beschädigt und nicht mehr einsatzbereit. Von den zuvor bestehenden 296 Einheiten waren nur noch 40 funktionstüchtig. Sämtliche Anlagen und Vermögenswerte in den Donauanliegerstaaten waren zerstört oder konfisziert.
- 1949 – Wiederaufnahme des seit Kriegsende stillliegenden Güterverkehrs zwischen Regensburg und Linz
- 1963 – Die Flotte konnte wieder auf insgesamt 114 Schiffseinheiten aufgebaut werden.
- 1968 – Beitritt zu den Bratislaver Abkommen.
- 1970 – Sukzessive Erweiterung und Modernisierung der Schiffsflotte zu Beginn der 70er Jahre
- 1974 – Schiffstaufe von MGS Hanseat durch Bundesfinanzminister Helmut Schmidt (später Bundeskanzler) und dessen Gattin in Regensburg.
- 1978 – Übernahme der Aktienmehrheit vom Freistaat Bayern und der Bundesrepublik Deutschland durch die RHENUS-WTAG AG.
- 1980er – Aufbau von RoRo-Verkehren auf der Donau gemeinsam mit dem großen bulgarischen Logistikunternehmen SO-MAT
- 1990er – Öffnung der Grenzen nach Osten und des Rhein-Main-Donaukanals. Gründung zahlreicher Gemeinschaftsunternehmen im In- und Ausland (BG, HU, RO, UKR etc.)
- 2008 – Neuorganisation der „BAYERISCHER LLOYD“ als mittelständisches Familienunternehmen und Mitgesellschafter der Euro Bevrachting Germany Gruppe
- 2013 – 100-jähriges Bestehen der „BAYERISCHER LLOYD“ als traditionsreicher Name in der Binnenschifffahrt.
- 2017 – Inbetriebnahme der trimodalen Logistikanlage im Hafen Straubing-Sand. Der „BAYERISCHER LLOYD“ übernimmt die Mehrheitsanteile der Euro Bevrachting Germany Gruppe.
- 2020 – 80 % der Flotte sind mit Hauptmaschinen nach dem aktuellen Umweltstandard ausgerüstet.
- 2021 – Der „BAYERISCHER LLOYD“ ist alleiniger Anteilseigner der Euro Bevrachting Germany Gruppe. Fortan firmieren alle Tochtergesellschaften der Logistikgruppe unter „BAYERISCHER LLOYD“.[3]

## Technikgeschichte
Die positiven Ergebnisse mit dem ersten Voith-Schneider-Antrieb auf einem Versuchsboot der Lürssen-Werft führten dazu, dass der Bayerische Lloyd 1929 der Deggendorfer Werft und Eisenbau GmbH einen Auftrag zum Bau des Schubbootes Uhu mit einem Dieselmotor und zwei Voith-Schneider-Antrieben mit je 350 PS erteilte. Das war das erste Schiff mit Voith-Schneider-Antrieb. Es bewährte sich allerdings nicht, so dass es 1939 zu einem Schlepper mit Schraubenantrieb umgebaut wurde.